# Clibadium trianae
Clibadium trianae là một loài thực vật có hoa trong họ Cúc. Loài này được (Hieron.) S.F.Blake mô tả khoa học đầu tiên năm 1917.